# Helmut Jahn

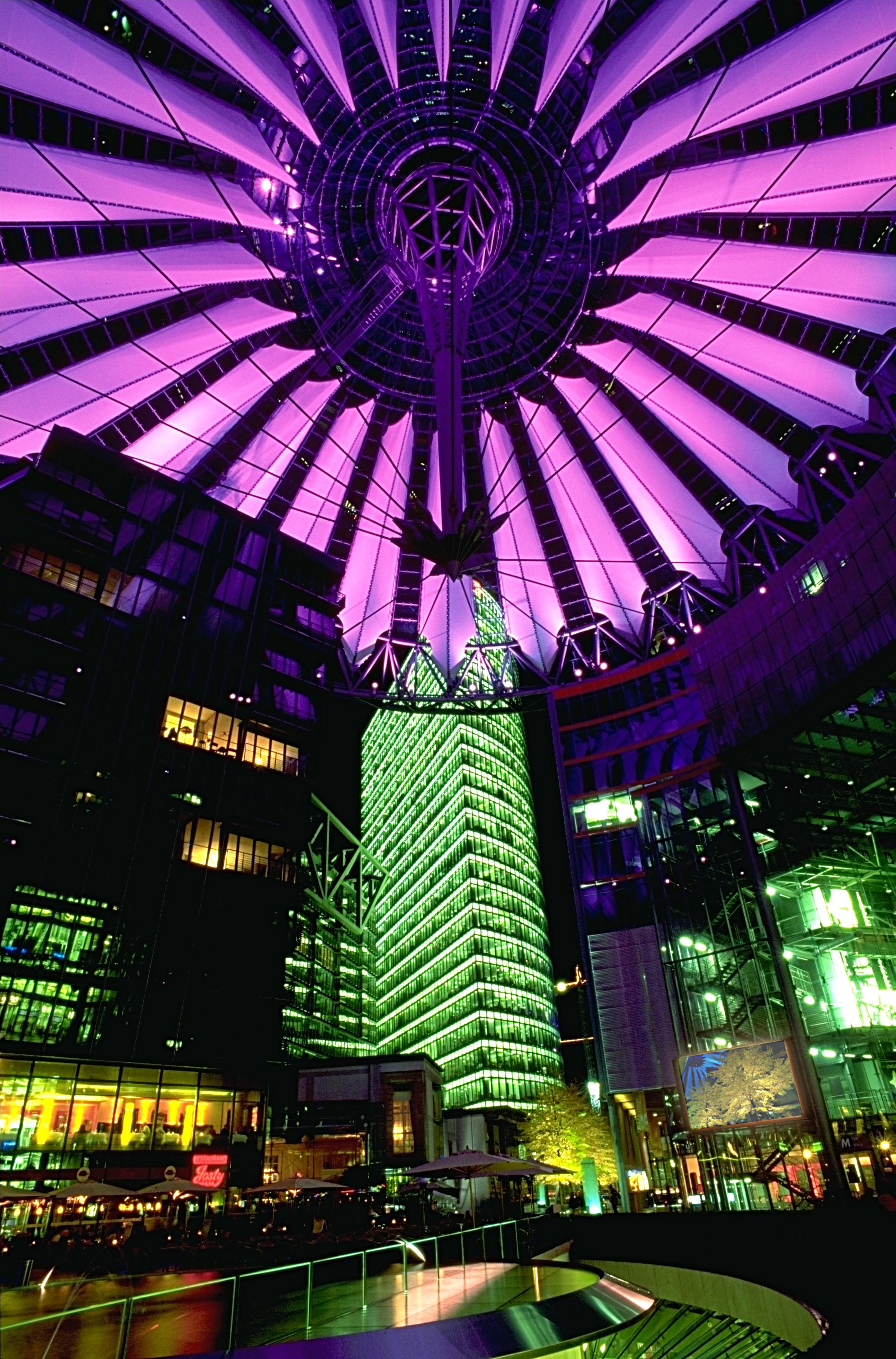
Um teto suspenso, iluminado e oval cobre os 102 m span do Forum central do Sony Center, Berlim.

Helmut Jahn (Nuremberga, 4 de janeiro de 1940) é um arquiteto teuto-americano, desenhista de dezenas de edifícios importantes ao redor do mundo.
Entre as mais conhecidas criações, são o Sony Center no Potsdamer Platz, Berlim, o Messeturm em Frankfurt e o Liberty Place, anteriormente o edifício mais alto na Filadélfia
Após frequentar a Universidade Técnica de Munique de 1960 a 1965, trabalhou com Peter C. von Seidlein por um ano. Em 1966 emigrou a Chicago para estudar arquitetura no Illinois Institute of Technology, deixando escola sem ganhar seu diploma.